# Sakai-Kreisel

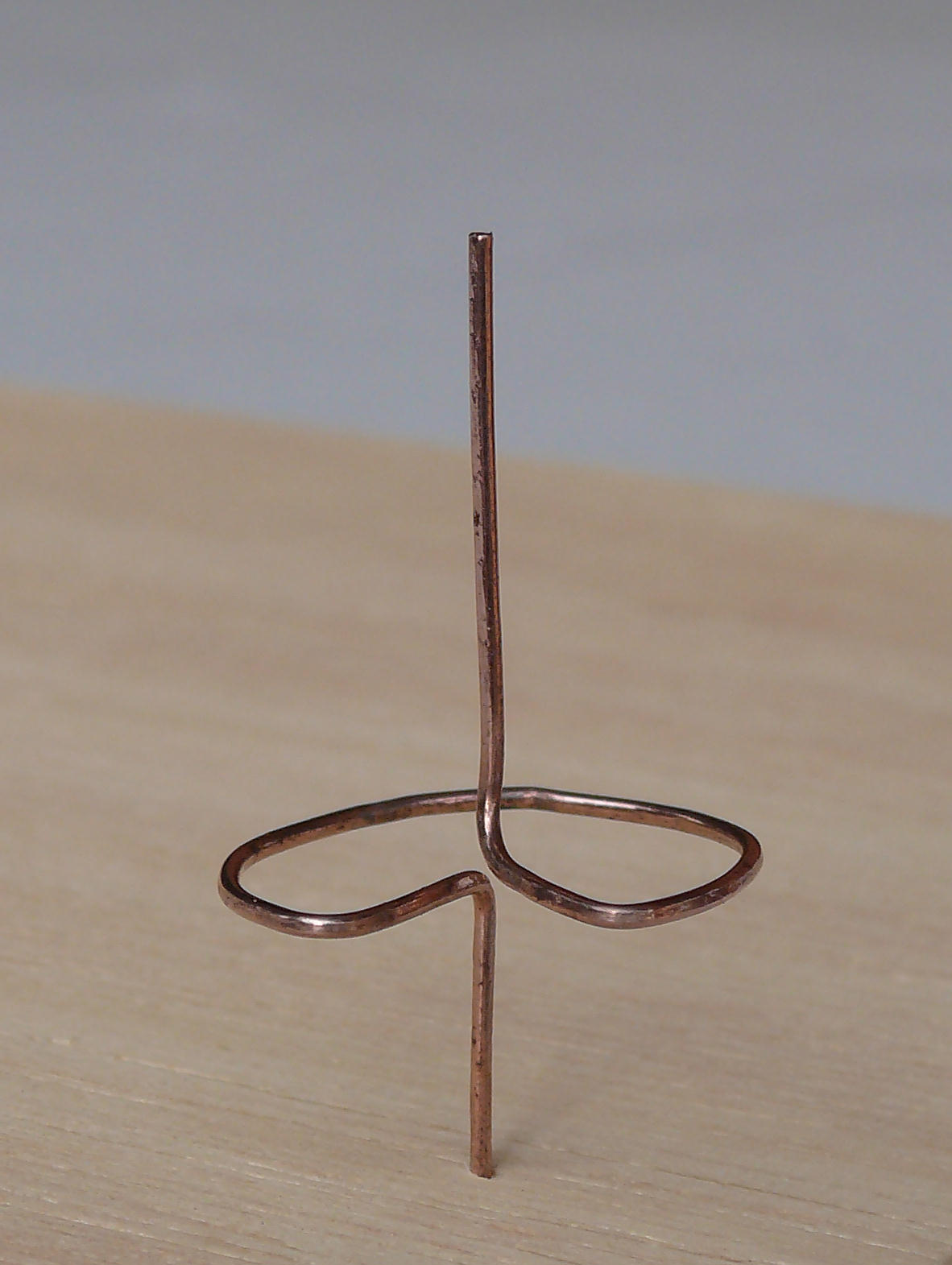
Sakai-Kreisel, aus einer Büroklammer konstruiert.

Der Sakai-Kreisel (auch Büroklammerkreisel) ist eine Drahtkonstruktion, die der japanische Physik-Professor Takao Sakai im Jahr 1986 als Übungsaufgabe für seine Studenten ersonnen hat. Dabei besteht die Aufgabe darin, aus einem kurzen Stück Metalldraht definierter Länge, zum Beispiel einer Büroklammer, einen funktionsfähigen Kreisel zu konstruieren.
Mit etwas Geschick kann der Kreisel leicht aus einer Büroklammer gebogen werden.

## Konstruktion
Zur Realisierung des Kreisels ist es erforderlich, dass ein Teil des Drahtes als Schwungmasse, ein anderer Teil als Rotationsachse und ein weiterer Teil als Verbindung der beiden vorgenannten Teile verwendet wird. Um ein möglichst großes Trägheitsmoment zu erhalten, sollte die Schwungmasse, in Kreisbogenform gebogen, einen möglichst großen Abstand von der zweigeteilten Rotationsachse besitzen. Zwei Verbindungsspeichen sind notwendig, um den Kreisbogen mit der Rotationsachse zu verbinden.
Die Achse sollte durch den Schwerpunkt der Konstruktion führen. Wäre der Kreiselring zu einem vollständigen Kreis geschlossen, so würde die Masse der beiden Verbindungsspeichen den Schwerpunkt des Kreisels von der Rotationsachse nach außen verschieben. Deshalb muss der Kreiselring in Form eines Kreisbogens ausgeführt werden. Der Öffnungswinkel des kreisbogenförmigen Kreiselrings muss gerade so groß gewählt werden, dass der Schwerpunkt des Kreisels genau auf der Rotationsachse liegt. Diese Bedingung ist bei einem Öffnungswinkel von 53,13° (= 0,9273 Radiant) gegeben.